# Harm Bruins Slot
Harm Jan Egbert Bruins Slot (Nijkerk, 16 augustus 1948) is een Nederlands bestuurder. Hij was ook ambtenaar en politicus voor de Anti-Revolutionaire Partij (ARP) en het Christen-Democratisch Appèl (CDA); van 2003 tot 2008 was hij voorzitter van de Raad van Bestuur van de Stichting Nederlandse Publieke Omroep (NPO).

## Levensloop
Hij werd geboren als zoon van Zwaantinus Bruins Slot (1903-1985), destijds burgemeester van Nijkerk, en Johanetta Jantina Padding (1906-1988). Na afgestudeerd te zijn in de rechten werkte Bruins Slot als ambtenaar bij de gemeenten Voorschoten en Apeldoorn. In die laatste gemeente was hij chef kabinet van de burgemeester voor in oktober 1978 zijn benoeming volgde tot burgemeester van de gemeente Winsum. Daarmee was hij toen de jongste burgemeester van Nederland. Daarna werd hij burgemeester van Zeewolde, Ridderkerk en Apeldoorn.
In 1998 werd hij hoofddirecteur van de Informatie Beheer Groep in Groningen en in 2000 secretaris-generaal bij het Ministerie van Onderwijs, Cultuur en Wetenschap.
In 2003 volgde hij Gerrit-Jan Wolffensperger op als voorzitter van de Raad van Bestuur van de NPO (voorheen genoemd het hoofdbestuur van de Publieke Omroep (PO) en NOS).
Onder zijn leiding werd de publieke televisie ingrijpend hervormd. De omroepen raakten hun vast zendkanaal kwijt. De drie netten kregen elk een profiel:
- Nederland 1: brede familiezender
- Nederland 2: verdieping
- Nederland 3: op jongeren gericht.

De omroepen voerden fel verzet tegen dit plan, omdat ze niet langer een avondvullend gevarieerd programma konden aanbieden. Maar na de invoering won de publieke omroep veel terrein terug in de kijkcijfers op de commerciëlen.
Op 1 juni 2008 ging hij met vervroegd pensioen. Als voorzitter van de Publieke Omroep werd hij opgevolgd door Henk Hagoort. Sinds 1 september 2008 is hij voorzitter van het bestuur van KWF Kankerbestrijding. Sinds 2016 is hij voorzitter van de Raad van Toezicht Wilde Ganzen.

## Onderscheiding
- Officier in de Orde van Oranje-Nassau, 25 april 2008

## Familie
Zijn dochter Hanke Bruins Slot werd in 2010 voor het CDA in de Tweede Kamer gekozen. Zij was van 2019 tot 2022 gedeputeerde van Utrecht en tussen 2022 en 2024 minister van Binnenlandse Zaken en Koninkrijkrelaties en later minister van Buitenlandse Zaken. De broer van Harm Bruins Slot, Johan Bruins Slot (CDA), was, net als hun vader, burgemeester.
- Parlement.com: vghj1jkcqe0a

Erik Jurgens (1975-1985) · Pieter van Dijke (1985-1988) · Joop van der Reijden (1988-1990) · Pieter van Dijke (wnd. 1990-1991) · Max de Jong (1991-1993) · André van der Louw (1994-1997) · Gerrit Jan Wolffensperger (1998-2003) · Harm Bruins Slot (2003-2008) · Henk Hagoort (2008-2016) · Shula Rijxman (2016-2022) · Frederieke Leeflang (2022-2025)